# Cliff Robertson
Clifford Parker Robertson III (La Jolla, California, 9 de septiembre de 1923-Nueva York, 10 de septiembre de 2011) fue un actor estadounidense ganador del premio Óscar al mejor actor en 1968.

## Biografía
Nació en La Jolla, población cercana a Los Ángeles, y recibió el nombre Clifford Parker Robertson III. Sus padres tenían un rancho y eran acomodados. Durante los años escolares, Robertson se apuntó a clases de teatro porque era la forma de evitar tener que asistir a varias de las clases en la escuela. No obstante, esta actividad le sirvió para desarrollar un interés por la interpretación. 
Durante la Segunda Guerra Mundial fue llamado a filas y a su regreso del servicio militar ingresó en la Universidad Antioch del estado de Ohio. Su primer trabajo fue como locutor de radio, pero pronto se orientó hacia el teatro, lo cual hizo viajando durante dos años con una compañía ambulante. Desde allí consiguió un papel en Broadway, donde debutó en 1952 en una obra dirigida por Joshua Logan.

## Trayectoria cinematográfica

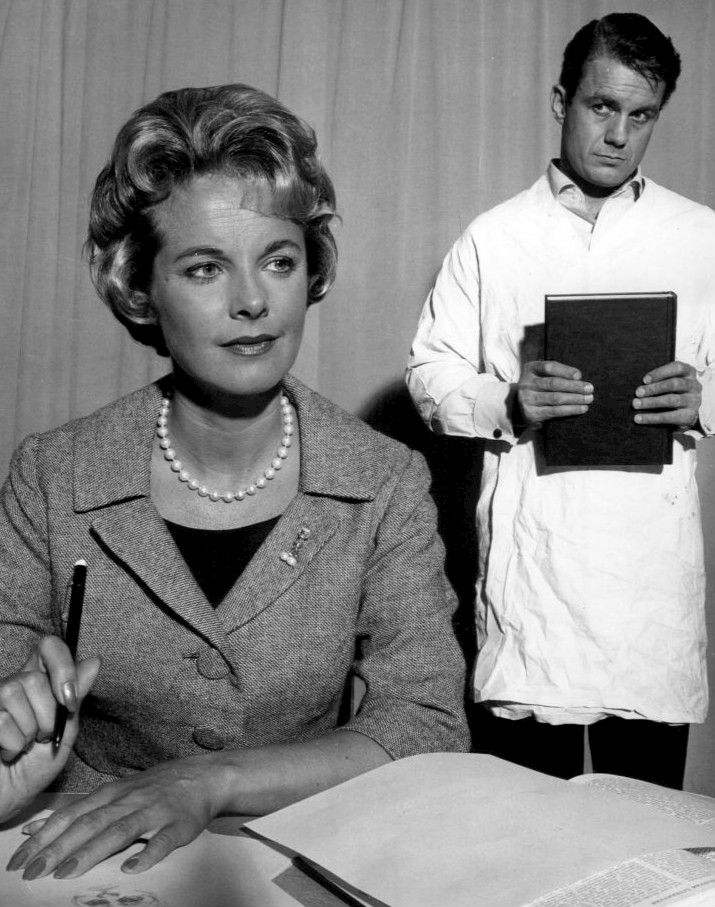
Cliff y Mona Freeman en 1961.

Al cabo de tres años, Logan le ofreció un papel secundario en Picnic, película protagonizada por William Holden y Kim Novak que significó el comienzo de su carrera cinematográfica. El mismo año ya obtuvo un papel principal en la película Autumn Leaves, estrenada en 1956, en la que actuó junto a Joan Crawford. Las críticas de su actuación fueron positivas, lo que le permitió tener peso en la elección de sus siguientes películas.
En 1963 protagonizó la película bélica PT 109, basada en las heroicas acciones del entonces teniente John F. Kennedy en el Pacífico durante la Segunda Guerra Mundial que le valdrían la Medalla de la Armada y del Cuerpo de Marines. Fue el propio presidente Kennedy quien eligió personalmente a Robertson para interpretar su personaje. Durante los años que siguieron Robertson siguió realizando películas que en general fueron taquilleras. Se puso de manifiesto que este actor de cara seria no sería una estrella del cine, pero sí un actor fiable, capaz de interpretar personajes muy dispares.
En 1968 Robertson actuó en Charly, adaptación de la novela Flores para Algernon, en la que interpretó de forma magistral a una persona con retraso mental que es sometida a un experimento científico, como consecuencia del cual su inteligencia se desarrolla hasta niveles de genio. Por esta actuación obtuvo un Óscar al mejor actor principal y una nominación al premio Globo de Oro. Desde entonces intervino en numerosas películas, en papeles que a medida que se ha hecho mayor han sido frecuentemente de carácter secundario, sin que ello mermase el reconocimiento de la crítica y del público. 
Robertson estuvo brevemente en la lista negra de Hollywood tras presentar una denuncia en 1977 contra David Begelman, presidente de Columbia Pictures. Robertson acusó a Begelman de haber falsificado su nombre en un cheque de 10.000 dólares del estudio.
También fue participando en producciones para la televisión, medio en el que llegó a sentirse cómodo. Su último papel importante fue la interpretación de Ben Parker en la trilogía de películas Spider-Man.

## Vida privada
Robertson se casó dos veces. Su primer matrimonio duró sólo dos años, mientras que la segunda vez estuvo casado durante 20 años. Ambos matrimonios terminaron en divorcio. De cada uno de ellos Robertson tuvo una hija.

## Fallecimiento
Robertson murió por causas naturales en Nueva York, a los 88 años, el 10 de septiembre del 2011 justo un día después de su cumpleaños.

## Filmografía

### Cine
| Año  | Título                                        | Personaje                            |
| ---- | --------------------------------------------- | ------------------------------------ |
| 1955 | Picnic                                        | Alan Benson                          |
| 1956 | Autumn Leaves                                 | Burt Hanson                          |
| 1958 | The Girl Most Likely                          | Pete                                 |
| 1958 | The Naked and the Dead                        | Teniente Robert Hearn                |
| 1959 | Gidget                                        | Kahuna                               |
| 1959 | Battle of the Coral Sea                       | Teniente comandante Jeff Conway      |
| 1959 | As the Sea Rages                              | Clements                             |
| 1961 | All in a Night's Work                         | Warren Kingsley Jr.                  |
| 1961 | Underworld U.S.A.                             | 'Tolly' Devlin                       |
| 1961 | The Big Show                                  | Josef Everard                        |
| 1962 | The Interns                                   | Dr. John Paul Otis                   |
| 1963 | My Six Loves                                  | Reverendo Jim Larkin                 |
| 1963 | PT 109                                        | Ten. (j.g.) John F. Kennedy          |
| 1963 | Sunday in New York                            | Adam Tyler                           |
| 1964 | The Best Man                                  | Joe Cantwell                         |
| 1964 | 633 Squadron                                  | Comandante Roy Grant                 |
| 1965 | Love Has Many Faces                           | Pete Jordon                          |
| 1965 | Masquerade                                    | David Frazer                         |
| 1965 | Up from the Beach                             | Sargento Edward Baxter               |
| 1967 | The Honey Pot                                 | William McFly                        |
| 1968 | La brigada del diablo                         | Mayor Alan Crown                     |
| 1968 | Charly                                        | Charlie Gordon                       |
| 1970 | Too Late the Hero                             | Teniente Sam Lawson                  |
| 1971 | J.W. Coop                                     | J.W. Coop                            |
| 1972 | The Great Northfield, Minnesota Raid          | Cole (más joven)                     |
| 1973 | The Men Who Made the Movies: Alfred Hitchcock | Narrador                             |
| 1973 | Ace Eli and Rodger of the Skies               | Eli 'Ace' Walford                    |
| 1974 | Man on a Swing                                | Lee Tucker                           |
| 1975 | Out of Season                                 | Joe Tanner                           |
| 1975 | Three Days of the Condor                      | J. Higgins                           |
| 1976 | Shoot                                         | Rex                                  |
| 1976 | La batalla de Midway                          | Comandante Carl Jessop               |
| 1976 | Obsession                                     | Michael Courtland                    |
| 1977 | Fraternity Row                                | Narrador                             |
| 1979 | The Little Prince                             | Anfitrión; The pilot (Little Prince) |
| 1979 | Martin The Cobbler                            |                                      |
| 1979 | Rip Van Wynkle                                |                                      |
| 1979 | The Diary of Adam and Eve                     |                                      |
| 1979 | Dominique                                     | David Ballard                        |
| 1980 | The Pilot                                     | Mike Hagan                           |
| 1983 | Star 80                                       | Hugh Hefner                          |
| 1983 | Class                                         | Sr. Burroughs                        |
| 1983 | Brainstorm                                    | Alex Terson                          |
| 1985 | Shaker Run                                    | Judd Pierson                         |
| 1987 | Malone                                        | Charles Delaney                      |
| 1991 | Wild Hearts Can't Be Broken                   | Dr. Carver                           |
| 1992 | La fuerza del viento                          | Morgan Weld                          |
| 1992 | The Ghosts of '87                             | Anfitrión                            |
| 1994 | Renaissance Man                               | Coronel James                        |
| 1995 | Pakten                                        | Ted Roth                             |
| 1996 | Escape from L.A.                              | Presidente Adam                      |
| 1998 | Melting Pot                                   | Jack Durman                          |
| 1998 | Assignment Berlin                             | Cliff Garret                         |
| 1999 | Family Tree                                   | Larry                                |
| 2001 | Falcon Down                                   | 'Buzz' Thomas                        |
| 2001 | Mach 2                                        | Vicepresidente Pike                  |
| 2002 | Spider-Man                                    | Ben Parker                           |
| 2002 | 13th Child                                    | Sr. Shroud                           |
| 2004 | Spider-Man 2                                  | Ben Parker                           |
| 2004 | Riding the Bullet                             | Granjero                             |
| 2007 | Spider-Man 3                                  | Ben Parker                           |
| 2018 | Spider-Man: Into the Spider-Verse             | Ben Parker                           |

### Televisión
| Año        | Título                               | Personaje             | Notas |
| ---------- | ------------------------------------ | --------------------- | --- |
| 1959       | The Untouchables                     | Frank Holloway        | Episodio: "The Underground Railway" (Temporada 1, episodio 12)                                           |
| 1960       | Riverboat                            | Martinus Van Der Brig | Episodio: "End of a Dream" (NBC-TV)                                                                      |
| 1961       | The Twilight Zone                    | Christian Horn Sr.    | Episodio: "A Hundred Yards Over the Rim"                                                                 |
| 1962       | The Twilight Zone                    | Jerry Etherson        | Episodio: "The Dummy"                                                                                    |
| 1963       | The Outer Limits                     | Alan Maxwell          | Episodio: "The Galaxy Being" (Temporada 1, episodio 1)                                                   |
| 1966, 1968 | Batman                               | 'Shame'               | Episodios: "Come Back, Shame"/"It's How You Play the Game", "The Great Escape"/"The Great Train Robbery" |
| 1974       | A Tree Grows in Brooklyn             | Johnny Nolan          | Película de televisión                                                                                   |
| 1976       | Return to Earth                      | 'Buzz' Aldrin         | Película de televisión                                                                                   |
| 1977       | Washington: Behind Closed Doors      | William Martin        | Adaptación de "The Company"; personaje basado en Richard Helms                                           |
| 1983       | Falcon Crest                         | Dr. Michael Ranson    | (T 3) |
| 1985       | The Key To Rebecca                   | Mayor William Vandam  | Película de televisión                                                                                   |
| 1986       | Dreams of Gold: The Mel Fisher Story | Mel Fisher            | Película de televisión                                                                                   |
| 1987       | Ford: The Man and the Machine        | Henry Ford            | |
| 1990       | Dead Reckoning                       | Daniel Barnard        | Película de televisión                                                                                   |
| 1999       | The Outer Limits                     | Theodore Harris       | Episodio: "Joyride"                                                                                      |
| 2003       | The Lyon's Den                       | Hal Malloy            | 4 Episodios                                                                                              |

## Premios y reconocimientos
Premios Óscar
| Año  | Categoría   | Película | Resultado |
| ---- | ----------- | -------- | --------- |
| 1969 | Mejor actor | Charly   | Ganador   |

| Año  | Otorga                         | Premio                              | Trabajo | Resultado |
| ---- | ------------------------------ | ----------------------------------- | ------- | --------- |
| 1968 | National Board of Review Award | Mejor actor                         | Charly  | Ganó      |
| 1968 | Golden Globe Award             | Mejor actor – Película de Drama     | Charly  | Nominado  |
| 1968 | Laurel Award                   | Mejor desempeño dramático masculino | Charly  | Nominado  |